# Dong Bing
Dong Bing (董 冰S; Jilin, 10 dicembre 1996) è una saltatrice con gli sci cinese.

## Biografia
Attiva dal gennaio del 2013, Dong Bing ha esordito in Coppa del Mondo il 27 novembre 2021 a Nižnij Tagil (39ª), ai Giochi olimpici invernali a Pechino 2022, dove si è classificata 31ª nel trampolino normale e 10ª nella gara a squadre mista, e ai Campionati mondiali a Trondheim 2025, dove si è piazzata 29ª nel trampolino lungo e 8ª nella gara a squadre. A inizio carriera ha gareggiato anche nella combinata nordica.

## Palmarès

### Coppa del Mondo
- Miglior piazzamento in classifica generale: 44ª nel 2025